# 박병엽 (1922년)
박병엽(朴炳燁, 1922년~1998년 9월 13일)은 전남 강진 출생의 북한 노동당 고위간부 출신으로, 1980년대 초 제3국에서 검거되어 여생을 한국에서 보내면서 해방 직후부터의 북한 정권 초기 역사에 대해 많은 증언과 저서를 남겼다. 한국에서는 서용규(徐容奎), 신경완(申敬完), 신평길, 황일호, 최종민 등의 가명 또는 필명을 사용했으며, 본명은 사후에 공개되었다.

## 약력
그의 주요 경력은 다음과 같다.
- 1922년 전남 강진 출생
- 1930년대 부친을 따라 함경남도로 이주.
- 1945년 북조선공산청년동맹 가입
- 1946년 북조선공산당 입당
- 1949년 조선노동당 사회부 지도원
- 1953년 조선노동당 대남연락부 지도원
- 1960년대 중반 조국통일민주주의전선 중앙위원회 부장
- 1970년대 조선노동당 대외정보조사부 부부장
- 1980년대 초반 제3국에서 피검
- 1998년 9월 13일 사망

한국에서는 필명으로 서용규(徐容奎), 신경완(申敬完), 신평길 등을 사용했고, 본명 박병엽은 그의 사후에 비로소 공개되었다. 황일호·최종민·Q씨·S씨 등의 가명으로 증언한 사례도 있다 한다.

## 박병엽이 해외에서 검거되어 전향하는 과정
서울에서 활동하던 거물 북한 공작원 이선실(1916~2000)을 성공적으로 북한에 귀환시킨 남파공작원으로 1990년대에 두번째 남파되었다 검거되어 전향한 김동식의 유튜브 증언에 의하면 박병엽은 북한의 대남공작부서 수장으로 어릴적에 알았던 전 공군참모총장 옥만호가 대만 대사로 있는 것을 알고 포섭하러 1981년 대만으로 밀파되었다가 그를 만나본 옥대사가 대만 당국에 신고하는 바람에 검거되었다. 안기부의 노력으로 한국으로 신병이 인도된 후 전향하여 북한의 대남공작 실태에 대한 많은 정보를 넘겨주었다. 그의 생전에는 실체가 극비에 붙여지고 가명으로 강연과 저술 활동을 한 탓에 안기부가 조작해낸 인물이라는 말까지 나돌았으나 사실이 아니다.
- [최초공개] 잘 알려지지 않은 북한 대남공작부서 수장의 극비 탈북사건 김동식TV 2025. 5. 24.

김동식의 증언에 의하면 1970년대 초중반 김정일이 대남공작부서를 장악하면서 김일성의 위대함을 전시하는 남조선혁명박물관을 만들도록 했는데, 이에 필요한 역대 대남공작 관련 자료들을 정리하는 작업을 박병엽이 책임지게 되어 수많은 극비자료들을 보고 내용을 파악하게 되었다고 한다.
옥만호가 대만(자유중국) 대사로 재임한 기간은 1978년 11월 ~ 1981년 5월이다.
그의 역할이나 검거 및 전향 과정 등에 대해서는 안기부나 이후의 국정원이 어떤 발표나 확인을 해 준 바가 없기 때문에 정확한 내용은 아직도 베일에 가려져 있다.

## 주요 저서
- 《(현대사실록) 압록강변의 겨울 : 납북 요인들의 삶과 통일의 한》 :  이태호 著; 신경완(申敬完) 증언 (다섯수레, 1991)[11]
- 황일호, “극비·25년 만에 밝혀진 1·21 청와대 기습사건 전모”, 월간중앙 2월호 (1993)
- 황일호, “극비·북한의 '제2의 6·25' 작전”, 월간중앙 4월호 (1993)
- 황일호, “울진·삼척 공비침투사건의 진상”, 월간중앙 7월호 (1993).
- 《김정일과 대남공작》: 신평길 저 (북한연구소, 1997.03.03)[12]
- 《곁에서 본 김정일》: 정창현 著 (서울: 토지, 1999) - 신경완의 증언을 토대로 하고 있음.
- 《조선민주주의인민공화국의 탄생 - 전 노동당 고위간부가 겪은 건국 비화》 :  박병엽 구술; 유영구, 정창현 엮음 (선인출판사, 2010.09.01)[13]
- 《김일성과 박헌영 그리고 여운형 - 전 노동당 고위간부가 본 비밀회동》 :  박병엽 구술; 유영구, 정창현 엮음 (선인출판사, 2010.11.10.)[14]
- 《증언(證言) 납북인사(拉北人士) 그때 그 순간 : 신경완(申敬完) 전(前) 북한정무원 부부장(副部長) 공개》- 조선일보 연재 기사 (총3회)

납북인사 사망경위 처음 밝혀져 김규식 조소앙 정인보 엄항섭 방응모 백관수씨등 망명 전북한 정무원 부부장 신경완씨 증언 조선일보 1991.10.02. 1면

신경완 전 북한정무원 부부장 공개 (증언 납북인사 그때 그순간 1) 폭격피해 야간 북송 처지면 산속버려 조선일보 1991.10.02. 3면

신경완 전 북한정무원 부부장 공개 (증언 납북인사 그때 그순간 2) 탈진 김규식 입원요구 거부당해 조선일보 1991.10.03. 2면

신경완 전 북한정무원 부부장 공개 (증언 납북인사 그때 그순간 3) 조소앙 항의단식 끝에 숨져 조선일보 1991.10.04. 2면
- 實錄(실록) 拉北(납북)인사들의 最後(최후) 前(전)북한정무원 부부장 申敬完(신경완)씨 증언 (1) 1991.10.01 동아일보 5면

實錄(실록) 拉北(납북)인사들의 最後(최후) 前(전)북한정무원 부부장 申敬完(신경완)씨 증언 (1) 1991.10.01 동아일보 5면

實錄(실록) 拉北(납북)인사들의 最後(최후) 前(전)북한정무원 부부장 申敬完(신경완)씨 증언 (2) 1991.10.02 동아일보 5면

實錄(실록) 拉北(납북)인사들의 最後(최후) 前(전)북한정무원 부부장 申敬完(신경완)씨 증언 (3) 1991.10.03 동아일보 5면

實錄(실록) 拉北(납북)인사들의 最後(최후) 前(전)북한정무원 부부장 申敬完(신경완)씨 증언 (4) 1991.10.04 동아일보 5면

實錄(실록) 拉北(납북)인사들의 最後(최후) 前(전)북한정무원 부부장 申敬完(신경완)씨 증언 (5) 1991.10.05 동아일보 5면

「拉北(납북)인사들의 最後(최후)」책나와 1991.10.07 동아일보 10면 : 망명 申敬完(신경완)씨 「압록강변의 겨울」

## 박병엽 증언의 정확성에 대해
그는 기억력이 비상한 사람으로 알려져 있으며, 그의 진술은 대체로 사실로 믿는 사람들이 많다. 그러나 그가 당시 북한의 문헌이나, 자신이 기록한 일기 같은 것을 가지고 온 것도 아니므로 노년의 기억에만 의존한 진술이 100% 정확한 지에 대해서는 검증이 필요할 것으로 보인다. 그의 진술의 정확성에 대해 의문을 제기하는 사람도 있고, 문제가 있는 사례도 발견된다.
- 그는 현준혁의 피살 일자를 1945년 9월 28일이라고 했는데,[15] 실제로는 9월초이며 9월 3일 또는 4일이라는 기록이 가장 믿을만하다.[16]
- 그는 해방 직후 김일성과 박헌영의 2차 회동 일자에 대해 박헌영이 1945년 12월 28일 밤 비밀리에 3.8선을 넘어 평양으로 가서 지침을 받고, 신년 행사에 참석한 후 1월 1일 밤 3.8선을 넘어 1월 2일 서울로 귀환했다고 증언했다.[17][18] 그러나 이 기간에 박헌영은 서울에 있은 것으로 보이는 기록이 다수 있으므로 방북했다고 보기 어렵다.[19] 또 박헌영이 1945년 말 또는 1946년 초에 방북했다고 증언한 사람은 많으나 기간은 증언자마다 제각각이어서 특정하기 어렵다. 이 일에 관해서는 당시 서울의 소련 부영사였던 아나톨리 샤브신의 부인이자 영사관 도서관장이었던 샤브시나(쿨리코바)의 증언도 있고[20], 전 북한 외무성 부상 박길용(朴吉用, 1920 ~1997)과 소련 군정 핵심 인사 니콜라이 레베데프 소장, 그리고리 메클레르 중좌의 증언도 있지만, 박헌영이 방북했다는 시기는 제각각이다.[21]